# Дубинин, Сергей Никитович
Серге́й Ники́тович Дуби́нин (20 сентября 1920, Михайловка, Царицынская губерния — 20 августа 1976, Октябрьск, Курган-Тюбе) — командир взвода 151-й отдельной разведывательной роты (130-я стрелковая дивизия, 28-я армия, 1-й Белорусский фронт); старшина — на момент представления к награждению орденом Славы 1-й степени. Полный кавалер ордена Славы.

## Биография
Сергей Никитович Дубинин родился 20 сентября 1920 года в селе Михайловка (ныне — в Ольховском районе Волгоградской области) в семье крестьянина. Русский. Образование начальное. Работал трактористом Октябрьской МТС в поселке Вахшстрой (ныне — Вахшский район Хатлонской области Таджикистана).
Воевал в ВОВ:
- Июнь 1942 года — призван в Красную Армию Октябрьским райвоенкоматом Сталинабадской области.
- Декабрь 1942 года — начало службы в действующей армии; воевал на:
  - Южном фронте,
  - 3-м Украинском фронте,
  - 4-м Украинском фронте,
  - 1-м Белорусском фронте.
- 13 июля 1943 года — сержант Дубинин участвовал в захвате пленного; награждён орденом Красной Звезды.
- 1944 год — Член ВКП(б)/КПСС.
  - командир взвода 151-й отдельной разведывательной роты (130-я стрелковая дивизия, 28-я армия, 1-й Белорусский фронт);
  - старшина;
  - полный кавалер ордена Славы:
    - Вечером 27 марта 1944 года старший сержант Дубинин в передовой группе под огнем противника переправился на подручных средствах через реку Ингул в районе города Николаев (Украина). Бойцы выбили врага из первой траншеи, прикрывали огнем форсирование реки стрелковыми подразделениями. В уличных боях за овладение городом действовал смело и решительно увлекая за собой разведчиков, очищая дом за домом.
      - Приказом по частям 130-й стрелковой дивизии от 31 марта 1944 года (№ 8/н) старший сержант Дубинин Сергей Никитович награжден орденом Славы 3-й степени.

    - В ночь на 28 июня 1944 года в боях у сел Козел, Заболотье (юго-западнее города Бобруйск, Белоруссия) старший сержант Дубинин в составе группы занимал оборону на левом фланге 371-го стрелкового полка, сдерживая прорывавшегося из окружения противника разведчики уничтожили до 20 гитлеровцев, захватил ценные документы, карты. Преследуя противника разведчики захватили 3 легковых автомобиля, 2 рации, 3 ящика с ценными документами, 7 телефонных аппаратов, взяли в плен 7 власовцев и одного немецкого ефрейтора.
      - Приказом по войскам 8-й армии от 24 августа 1944 года (№ 48/н) старший сержант Дубинин Сергей Никитович награжден орденом Славы 2-й степени.

    - 30 апреля 1945 года в районе Вюнсдорф — Тойпиц (40 км юго-восточнее Берлина, Германия) старшина Дубинин с группой разведчиков помог выйти из окружения самоходному артиллерийскому дивизиону. При выполнении боевой задачи было уничтожено 18 и взято в плен около 20 вражеских солдат и офицеров.
      - Указом Президиума Верховного Совета СССР от 27 июня 1945 года старшина Дубинин Сергей Никитович награждён орденом Славы 1-й степени. Стал полным кавалером ордена Славы.
- 1945 год — демобилизован.

По окончании войны вернулся в Таджикистан; жил и работал в посёлке Октябрьск (подчинён Курган-Тюбинскому горсовету; ныне — Исмоили Сомони, районный центр в Хатлонской области Таджикистана).
Сергей Никитович скончался 20 августа 1976 года.

## Награды
- орден Красной Звезды (24.07.1943)
- полный кавалер ордена Славы:
  - 3-й степени (31.03.1944);
  - 2-й степени (24.08.1944), орден № 3636;
  - 1-й степени (27.06.1945), орден № 1038;
- медали[какие?].